# Осока двусеменная
Осо́ка двусеменна́я, также Осо́ка двусемя́нная (лат. Carex disperma) — многолетнее травянистое растение, вид рода Осока (Carex) семейства Осоковые (Cyperaceae).

## Ботаническое описание
Растения с тонкими ползучими корневищами, с апогеотропными и немногими диагеотропными побегами, неветвящимися на протяжении одного вегетационного периода. Возобновление побегов смешанное.
Стебли слабые, нередко полегающие, выше зоны кущения находится одно—два удлинённых (до 3—5 см) междоузлия.
Листья односкладчатые. Свободный край плёнки влагалищ срединных листьев слабовыемчатый.
Колоски андрогинные, в числе 2—4, малоцветковые, в прерывистом соцветии. Кроющие листья чешуевидные. Мешочки двояковыпуклые, кожистые, 2,5—3 мм длиной, с коротким цельным носиком.
Число хромосом: 2n = 70.
Вид описан из Северной Америки.

## Распространение
Северная Европа: Норвегия (единично на юго-востоке), Швеция, Финляндия; Центральная Европа: северо-восток Польши; северная половина Европейской части России, в том числе Арктика (Поной); Средний и Южный Урал; Прибалтика; Западная Сибирь: низовья и юг бассейна Оби, верховья Тобола, север бассейна Иртыша; Восточная Сибирь: бассейн верхнего течения Нижней Тунгуски и среднего — Подкаменной Тунгуски, юг бассейнов рек Лены и Колымы (редко), бассейн Ангары, Саяны, Даурия (редко); Дальний Восток: бассейн Амура, бассейн реки Камчатки, Приморский край, Сахалин, юг Курильских островов; Восточная Азия: Северо-Восточный Китай, полуостров Корея, остров Хоккайдо; Северная Америка: лесная зона, Арктическая Аляска (одно местонахождение), низовья реки Маккензи, север Большого Медвежьего озера.
Растёт по сырым и болотистым мшистым хвойным, реже смешанным лесам и кустарникам, в долинах лесных речек и ручьёв, по окраинам моховых болот.